# سیارک ۱۱۶۳۶
سیارک ۱۱۶۳۶ (به انگلیسی: 11636 Pezinok، نامگذاری:1996YH1) یازده هزار و ششصد و سی و ششمین سیارک کشف شده‌است که در ۲۷ دسامبر ۱۹۹۶ کشف شد.
قدر مطلق سیارک برابر ۱۴٫۱ است.